# Tiết độ sứ
Tiết độ sứ (節度使) ban đầu là chức võ quan cai quản quân sự một phiên trấn có nguồn gốc vào thời nhà Đường, Trung Quốc khoảng năm 710-711 nhằm đối phó với các mối đe dọa từ bên ngoài. Dần dần theo dòng thời gian, Tiết độ sứ kiêm quản hành chính, tài chính địa phương và cuối cùng trở thành lãnh chúa cha truyền con nối.

## Tại Trung Quốc
Đầu thời Đường, ở biên giới và các nơi hiểm yếu bố trí Đô đốc lo quân chính một số châu nhưng do nhà Đường thực hiện phủ binh chế, quân đội phân tán, lại lệ thuộc vào trung ương nên Đô đốc có ít quyền lực, không thể đối phó hiệu quả các cuộc tấn công của ngoại bang ngày một thường xuyên hơn.
Khoảng năm 710-711, Đường Duệ Tông khi đó để đối phó với những cuộc tấn công của quân Thổ Phồn đã bổ nhiệm Đô đốc Lương Châu là Hạ Bạt Diên Tự làm Hà Tây tiết độ sứ cai quản quân sự của vùng Hà Tây. Những năm niên hiệu Khai Nguyên và Thiên Bảo, Đường Huyền Tông bổ nhiệm 10 tiết độ sứ và cho các vùng dọc biên giới: Thích Tây, Bắc Đình, Sóc Phương, Phạm Dương, Hà Tây, Hà Đông, Lũng Hữu, Bình Lô, Kiến Nam, Lĩnh Nam. Mỗi tiết độ sứ lúc này quản hạt phạm vị rất lớn, có thể đến hàng chục châu song chỉ quản quân sự. Lúc này, chế độ phủ binh bị bãi bỏ, triều đình thực hiện mộ binh chế nên quyền lực tiết độ sứ rất lớn, có quyền tuyển quân, bổ nhiệm thuộc hạ, có quyền thu thuế để duy trì quân đội. Ban đầu, chỉ có các vùng biên viễn mới có Tiết độ sứ; nhưng sau loạn An Sử, triều đình lo ngại tàn quân An-Sử nổi dậy trở lại và cũng để ban thưởng cho tướng lĩnh có công, an trí các hàng tướng hiện vẫn còn nắm trong tay nhiều binh lính thì nhiều vùng nội địa cũng bổ nhiệm Tiết độ sứ. Các tiết độ sứ lúc này bắt đầu thường kiêm luôn các chức Quan sát sứ (sau là Thái phóng sứ), Phòng ngự sứ, Đoàn luyện sứ, xưng là Lưu hậu nắm hết công việc hành chính, tài chính, bổ nhiệm quan chức trong khu vực cai quản, chuyên quyền ở địa phương, triều đình bất lực. Đặc biệt, 4 trấn sau là 3 trấn ở Hà Bắc từ thời Đường Túc Tông đã không phục tùng triều đình. Đến niên hiệu Nguyên Hoà thời Đường Hiến Tông toàn cõi đã có đến 48 tiết độ sứ cai trị 48 phiên trấn.
Cuối thời Đường, số lượng tiết độ sứ đã lên đến khoảng 50, cha truyền con nối, tiết độ sứ khắp nơi đều có và chỉ còn vài châu xung quanh kinh đô là không bổ nhiệm tiết độ sứ, phạm vi quản lý của tiết độ sứ thu hẹp hơn trước, chỉ còn vài châu đến hơn 10 châu, được gọi các phiên trấn với tên gọi là "quân" hoặc "đạo"; các phiên trấn hoàn toàn độc lập khiến cho triều đình hữu danh vô thực và cuối cùng triều Đường bị lật đổ bởi 1 tiết độ sứ hùng mạnh là Chu Ôn.
Sang thời Tống, tại Tống, Liêu, Kim chức tiết độ sứ còn tồn tại song chỉ còn là chức vụ danh dự thường ban cho thành viên hoàng tộc. Đến thời Nguyên thì chức tiết độ sứ không xuất hiện nữa.

## Tại Việt Nam

### ThờiBắc thuộc
Năm 717, nhà Đường bổ nhiệm Tiết độ sứ Lĩnh Nam, quản lý quân sự của 5 đô hộ phủ của Lĩnh Nam đạo bao gồm cả miền Bắc Việt Nam trong đó, thủ phủ đóng tại Quảng Châu.
Năm 866, theo thỉnh cầu của Cao Biền, Đường Ý Tông thăng An Nam đô hộ phủ thành Tĩnh Hải quân ("quân" là đơn vị hành chính nội thuộc được xem trọng hơn đô hộ phủ, có thể bổ nhiệm Tiết độ sứ, mỗi quân gồm vài châu cho đến hơn mười châu) và Cao Biền được bổ nhiệm làm Tiết độ sứ đầu tiên.
Sử ghi lại tên các Tiết độ sứ người Trung Quốc tại Tĩnh Hải quân (chức danh đầy đủ là Tĩnh Hải quân Tiết độ sứ) như sau (danh sách không đầy đủ):
1. Cao Biền (864 - 868), từ 866 là Tiết độ sứ.
2. Cao Tầm (868 - 878), cháu Cao Biền.
3. Tăng Cổn (878 - 880)
4. Cao Mậu Khanh (882 - 883)
5. Tạ Triệu (884-?)
6. An Hữu Quyền (897-900)
7. Chu Toàn Dục (900-905)
8. Độc Cô Tổn (905)

### Thời Tự chủ
Năm 905, họ Khúc dấy nghiệp, rồi đến Dương Đình Nghệ giành được chính quyền tiếp tục xưng là tiết độ sứ, với hàm ý đứng đầu 1 trấn của Trung Quốc trên danh nghĩa, dù trên thực tế Tĩnh Hải quân do người Việt tự cai quản.
Các Tiết độ sứ Tĩnh Hải quân người Việt là:
1. Khúc Thừa Dụ (905-907)
2. Khúc Hạo (907-917)
3. Khúc Thừa Mỹ (917-930)
4. Dương Đình Nghệ (931-937)
5. Kiều Công Tiễn (937-938)

Sau trận Bạch Đằng, 938, Ngô Quyền xưng vương. Từ đây, chức Tiết độ sứ là chỉ những viên quan có nhiệm vụ quản lý các lộ phủ vùng biên giới. Sử liệu về nhà Trần có kể Tuệ Trung Thượng Sĩ từng làm Tiết độ sứ phủ Thái Bình; Hưng Nhượng vương Trần Quốc Tảng được vua Trần Nhân Tông phong làm Tiết độ sứ sau kháng chiến chống Mông Cổ thắng lợi (1288). Thời Hồ, một trong các chức vụ của tả tướng quốc Hồ Nguyên Trừng là Vân Truân Trấn Kiêm Quy Hóa Trấn Gia Hưng đẳng Trấn Chư quân sự Tiết Độ đại sứ. Không còn thấy ghi nhận về chức vụ này từ thời Lê trở đi.